# Kolárovo divadlo
Kolárovo divadlo je divadlo v obci Police nad Metují postavené v letech 1939–1940 podle návrhu choceňského architekta Čeňka Mužíka ve funkcionalistickém stylu. Pojmenováno bylo podle Josefa Jiřího Kolára, herce a režiséra Národního divadla.

## Historie
Absence stálého divadla v Polici nad Metují vedla v roce 1918 k založení Družstva pro postavení divadla. Příspěvky do fondu tvořily výtěžky ze sbírek a pořádaných slavností a koncertů (někdy až 12 000 Kč ročně). Hospodářská krize způsobila opadnutí zájmu o dostavbu divadla, až v roce 1934 našla myšlenka oporu nejen u obyvatel, ale i místních organizací, továren a městské správy. Když se v roce 1936 Družstvo sloučilo se Spolkem divadelních ochotníků Kolár, jmění spolku činilo 350 000 korun. Přes různé dohady o přestavbě jiných objektů bylo nakonec rozhodnuto o výstavbě zcela nového divadla. Prvotní nákresy kreslil polický stavitel Škop, nakonec se ale spolek rozhodl pro návrh choceňského architekta Čeňka Mužíka. Mužík se patrně inspiroval budovou divadla v Ústí nad Orlicí, dokončené roku 1935 podle návrhu architekta Kamila Roškota.
Realizace stavby byla zadána stavitelským firmám Josef Šustr a Štěpán Škop. Stavba byla zahájena v červenci 1939 i přes potíže s nedostatkem stavebního materiálu, kdy polická firma Pelly darovala na stavbu divadla víc než sto tisíc cihel. Náklady na stavbu divadla byly 1 500 000 korun. Mnozí občané stavbu podpořili tím, že si symbolicky kupovali za 90 korun jednotlivá sedadla v hledišti. Každý člen divadelního spolku se zavázal odpracovat na stavbě 50 hodin, případně zaplatit každou neodpracovanou hodinu do spolkové poklady 5 korunami. Zbytek nákladů (200 000 korun) byl opatřen půjčkou od Městské spořitelny. Stavba byla dokončena v naplánovaném termínu, kolaudace proběhla 27. června 1940. První inscenace se uskutečnila 25. srpna téhož roku, kdy byla polickými ochotníky uvedena Jiráskova Lucerna.
V roce 1950 byl Divadelní spolek Kolár donucen vstoupit do Závodního klubu ROH Kovopol a převést celou divadelní budovu s veškerým zařízením a peněžní hotovostí do správy Revolučního odborového hnutí. Divadelní spolek se stal dramatickým odborem se samostatným výborem bez vlastních finančních prostředků a v roce 1963 přešel pod řízení Jednotného klubu pracujících. V roce 1970 byl dobudován Divadelní klub.
Po roce 1989 zanikl Jednotný klub pracujících a organizace přešla na správu města. V roce 1992 převzalo město divadlo do své správy, v dalších letech pak probíhaly postupné rekonstrukce divadla.